# Zöld szárnyú díszmolyfélék
A zöld szárnyú díszmolyfélék (Scythrididae) a valódi lepkék (Glossata) alrendjébe tartozó Gelechioidea öregcsalád egyik, az egész világon elterjedt családja.
Az ismert fajok zöme Európa melegebb vidékein él. Magyarországon csak huszonhat fajról tudunk – ezek egy kivétellel a névadó Scythris nem képviselői.
Hernyóik többnyire szövedékben, társasan eszik az összehúzott leveleket. A lepkék nappal repülnek, virágokról táplálkoznak (Mészáros, 2005).

## Rendszertani felosztásuk a magyarországi fajokkal
A család huszonhét nemet számlál:
- Aeraula
- Apostibes
- Areniscythris
- Arotrura
- Asymmetrura
- Castorura
- Catascythris
- Coleophorides
- Colinita
- Copida
- Enolmis
- Episcythris
- Eretmocera
- Erigethes
- Exodomorpha
- Galanthia
- Haploscythris
- Mapsidius
- Necrothalassia
- Neoscythris
- Paralogistis
- Parascythris (Hannemann, 1960)
  - kétpettyes zöldmoly (Parascythris muelleri (Mann, 1871) – Magyarországon közönséges (Fazekas, 2001; Buschmann, 2003; Pastorális, 2011; Pastorális & Szeőke, 2011);
- Rhamphura
- Rubioia
- Scythris (Hb., 1825)
  - fémfényű zöldmoly (Scythris aerariella Herrich-Schäffer, 1855) – Magyarországon szórványos (Pastorális, 2011)
  - hegyes szárnyú zöldmoly (Scythris apicistrigella Staudinger, 1870) – Magyarországon szórványos (Pastorális, 2011);
  - sziklagyep-zöldmoly (Scythris bengtssoni J. Patočka & Liška, 1989) – Magyarországon többfelé előfordul (Pastorális, 2011; Pastorális & Szeőke, 2011);
  - sávos zöldmoly (Scythris bifissella O. Hofmann, 1889) – Magyarországon szórványos (Pastorális, 2011; Pastorális & Szeőke, 2011)
  - ördögcérna-zöldmoly (Scythris buszkoi Baran, 2003) – Magyarországon szórványos (Pastorális, 2011; Pastorális & Szeőke, 2011)
  - barnás zöldmoly (Scythris crassiuscula Herrich-Schäffer, 1855) – Magyarországon szórványos (Pastorális, 2011; Pastorális & Szeőke, 2011)
  - sárgamintás zöldmoly (Scythris cuspidella Denis & Schiffermüller, 1775) – Magyarországon közönséges (Buschmann, 2003; Mészáros, 2005; Pastorális, 2011; Pastorális & Szeőke, 2011; Pastorális & Szeőke, 2011);
  - magyar zöldmoly (Scythris emichi Anker, 1870) – Magyarországon szórványos (Pastorális, 2011)
  - bronzos zöldmoly (Scythris fallacella Schläger, 1847) – Magyarországon szórványos (Buschmann, 2003; Pastorális, 2011)
  - bükkönyfonó zöldmoly (Scythris flaviventrella Herrich-Schäffer, 1855) – Magyarországon szórványos (Pastorális, 2011)
  - napvirágszövő zöldmoly (Scythris fuscoaenea Haworth, 1828) – Magyarországon szórványos (Pastorális, 2011);
  - Gozmány zöldmolya (Scythris gozmanyi Passerin d’Entréves, 1986) – Magyarországon szórványos (Pastorális, 2011; Pastorális & Szeőke, 2011)
  - pannon zöldmoly (Scythris hungaricella Rebel, 1917) – Magyarországon szórványos (Pastorális, 2011; Pastorális & Szeőke, 2011)
  - Knoch zöldmolya (Scythris knochella Fabricius, 1794) – Magyarországon szórványos (Pastorális, 2011)
  - mohafonó zöldmoly (Scythris laminella Denis & Schiffermüller, 1775) – Magyarországon szórványos (Fazekas, 2001; Pastorális, 2011)
  - parajfonó zöldmoly (Scythris limbella, S. quadriguttella S. chenopodiella Fabricius, 1775) – Magyarországon sokfelé előfordul (Fazekas, 2001; Buschmann, 2003; Pastorális, 2011; Pastorális & Szeőke, 2011);
  - ércfényű zöldmoly (Scythris obscurella Scopoli, 1763) – Magyarországon közönséges (Fazekas, 2001; Buschmann, 2003; Pastorális, 201; Pastorális & Szeőke, 2011);
  - lápi zöldmoly (Scythris palustris Zeller, 1855) – Magyarországon szórványos (Pastorális, 2011)
  - réti zöldmoly (Scythris pascuella Zeller, 1855) – Magyarországon szórványos (Pastorális, 2011)
  - moharágó zöldmoly (Scythris paullella Herrich-Schäffer, 1855) – Magyarországon szórványos (Pastorális, 2011)
  - tűszárnyú zöldmoly (Scythris picaepennis Haworth, 1828) – Magyarországon szórványos (Pastorális, 2011)
  - lengyel zöldmoly (Scythris podoliensis Rebel, 1938) – Magyarországon szórványos (Pastorális, 2011; Pastorális & Szeőke, 2011)
  - szurokfű-zöldmoly (Scythris productella Zeller, 1839) – Magyarországon többfelé előfordul (Buschmann, 2003; Pastorális, 2011; Pastorális & Szeőke, 2011);
  - pontos szárnyú zöldmoly Scythris punctivittella O.Costa, 1836) – Magyarországon szórványos (Pastorális, 2011)
  - kocsordfonó zöldmoly (Scythris seliniella Zeller, 1839) – Magyarországon közönséges (Buschmann, 2003; Pastorális, 2011; Pastorális & Szeőke, 2011);
  - törpe zöldmoly (Scythris siccella Zeller, 1839) – Magyarországon többfelé előfordul (Pastorális, 2011; Pastorális & Szeőke, 2011);
  - aranyfarú zöldmoly (Scythris sinensis Felder & Rogenhofer, 1875) – Magyarországon többfelé előfordul (Pastorális, 2011);
  - sötét színű zöldmoly (Scythris subseliniella Heinemann, 1876) – Magyarországon szórványos (Pastorális, 2011)
  - lisztes zöldmoly (Scythris tabidella Herrich-Schäffer, 1855) – Magyarországon szórványos (Pastorális, 2011)
  - apró zöldmoly (Scythris tributella, S. parvella Zeller, 1847) – Magyarországon szórványos (Pastorális, 2011)
  - fehér csíkos zöldmoly (Scythris vittella, S. restigerella O.Costa, 1836) – Magyarországon közönséges (Pastorális, 2011; Pastorális & Szeőke, 2011);
- Staintonia
- Synacroloxis